# Bertoldo di Giovanni

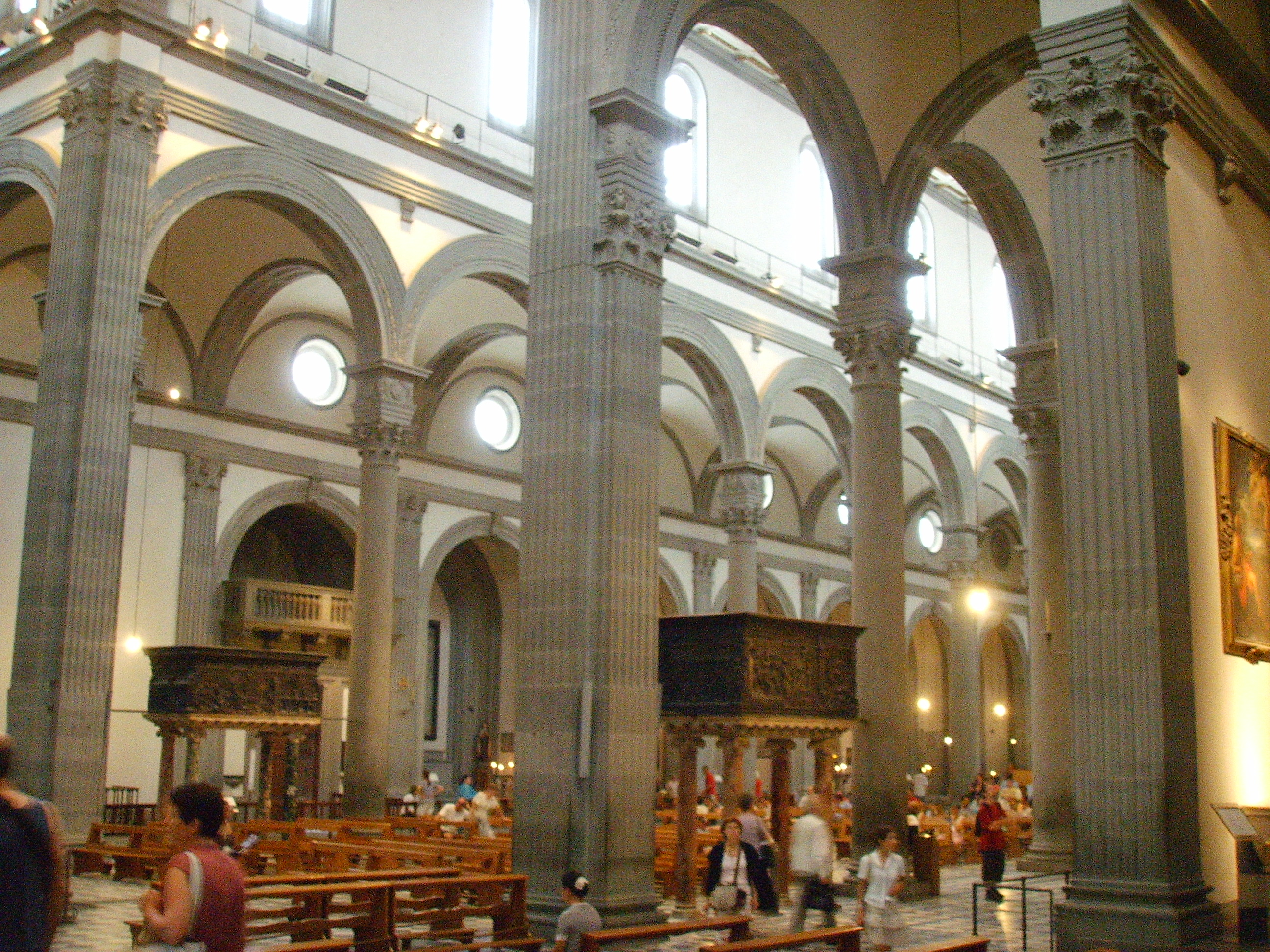
Aan beide kanten in de San Lorenzo staan de twee kansels met bronzen reliëfs van Donatello, afgemaakt door onder anderen Bertoldo di Giovanni

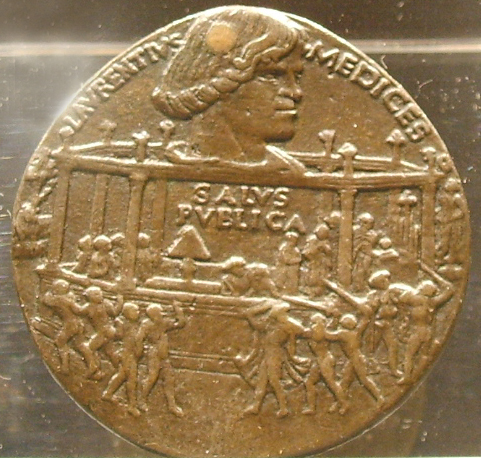
Bertoldo di Giovanni, Samenzwering van de Pazzi, medaille

Bertoldo di Giovanni (Florence, circa 1420/25 – Poggio a Caiano, 28 december 1491) was een Italiaans beeldhouwer en medaillemaker.
Bertoldo was een leerling van Donatello. Hij werkte lange tijd in de werkplaats van zijn meester, en zette na de dood van Donatello in 1466 diens onafgemaakte werk voort. Een voorbeeld hiervan zijn de bronzen reliëfs over de passie van Jezus, die in de zestiende eeuw zijn verwerkt in twee kansels op zuilen in de San Lorenzo te Florence. 
Later nam Lorenzo I de' Medici hem in dienst als beheerder van de antieke sculpturen in de Beeldentuin van San Marco, waar hij ook jonge beeldhouwers opleidde. Onder de leerlingen op deze school waren Michelangelo Buonarroti, Baccio da Montelupo, Giovanni Francesco Rustici en Jacopo Sansovino.
Op 28 december 1491 overleed Bertoldo di Giovanni in Poggio a Caiano.
- Gemeinsame Normdatei: 119066777
- International Standard Name Identifier: 0000 0000 8200 4996
- KulturNav: 71362fd9-a8f3-4b71-8cec-316b6c9f108d
- Library of Congress Control Number: n88128535
- Nederlandse Thesaurus van Auteursnamen: 106528513
- RKD-Nederlands Instituut voor Kunstgeschiedenis: 129153
- Système universitaire de documentation: 143747118
- Union List of Artist Names: 500030097
- Virtual International Authority File: 15571672
- WorldCat: E39PBJdRwRT7ChX3GCTCQXwjYP